# Arthur Pic

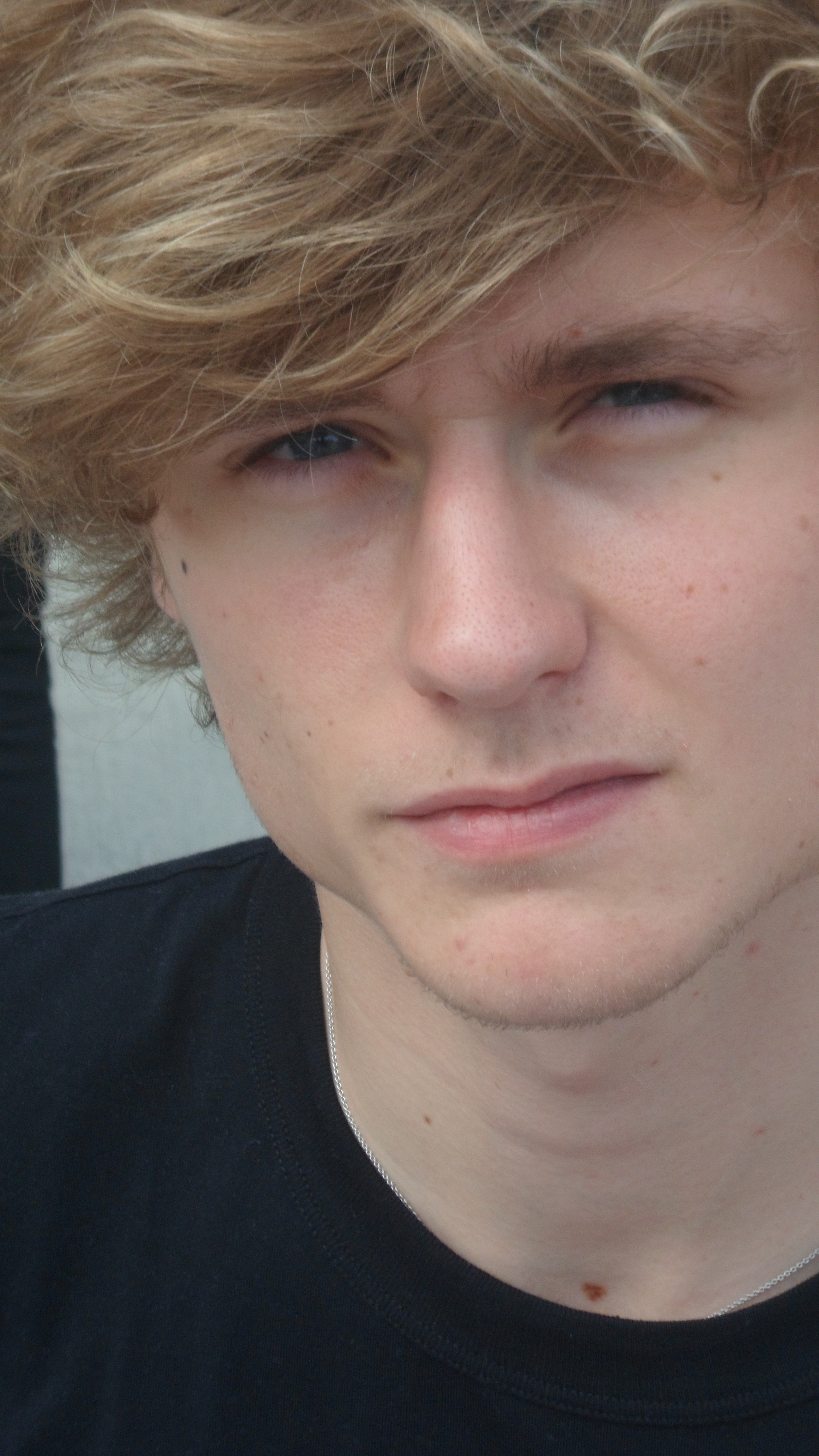
Arthur Pic in 2012.

Arthur Pic (Montélimar, 5 oktober 1991) is een autocoureur uit Frankrijk. Hij is de jongere broer van Formule 1-coureur Charles Pic.

## Carrière

### Formula Renault 2.0
In 2007 begon Pic zijn carrière in het formuleracing in de Formule Renault 1.6 België. In 2008 stapte hij over naar de Formul'Academy Euro Series die hij won met negen podiumplaatsen uit veertien races.
Vervolgens nam hij deel aan zowel de Eurocup Formule Renault 2.0 en de Formule Renault 2.0 WEC voor het team SG Formula. Hij eindigde als tiende in de Eurocup, met negen puntenfinishes uit veertien races, en als zesde in de West-Europese Cup waar hij twee podiumplaatsen behaalde en als beste rookie eindigde.
In 2010 bleef Pic in de Eurocup rijden, maar nu voor het team Tech 1 Racing. Hij behaalde hier zeven pole positions, vier snelste ronden en vier overwinningen om als derde te eindigen in het kampioenschap.

### Formule Renault 3.5 Series
Op 3 januari 2011 werd bekend dat Pic voor Tech 1 Racing ging rijden in de Formule Renault 3.5 Series naast Kevin Korjus. Na een leerjaar waarin hij 12 punten scoorde, stapte hij over naar het nieuwe team DAMS in 2012, waar hij Lucas Foresti als teamgenoot kreeg. Hij verbeterde zich snel, waarbij hij in de eerste twee races pole position behaalde. Op de Moscow Raceway in Rusland behaalde Pic zijn eerste overwinning. Uiteindelijk eindigde hij op de achtste plaats van het kampioenschap met 102 punten.
In 2013 rijdt Pic een derde seizoen in de Formule Renault 3.5, waarbij hij overstapt naar het nieuwe team AV Formula. Hij krijgt hier Yann Cunha als teamgenoot. Hij eindigde opnieuw als achtste in het kampioenschap met één podiumplaats op het Motorland Aragón.

### GP2 Series
Op 3 januari 2014 werd bekend dat Pic in 2014 zijn debuut ging maken in de GP2 Series voor het teruggekeerde team Campos Racing. Op de Hungaroring behaalde hij zijn eerste overwinning in het kampioenschap en met twee andere podiumplaatsen op het Autodromo Nazionale Monza en het Yas Marina Circuit eindigde hij het seizoen op de zevende plaats in het kampioenschap met 124 punten.
In 2015 bleef Pic in de GP2 voor Campos rijden. Zijn tweede seizoen ging een stuk lastiger, ondanks twee podiumplaatsen op Spa-Francorchamps en Monza werd hij, omdat hij minder constant was, elfde in de eindstand met 60 punten.
In 2016 stapt Pic binnen de GP2 over naar het team Rapax.